# 2025-ös észak-amerikai labdarúgó-bajnokság (első osztály)
A 2025-ös Major League Soccer volt a 30. alkalommal megrendezett, legmagasabb szintű labdarúgó-bajnokság Észak-Amerikában. A ligában amerikai és kanadai csapatok is szerepeltek. A pontvadászat 2025. február 22-én indult és október 18-án ért véget.
A címvédő a LA Galaxy csapata volt. A bajnokság 30 csapatosra bővült, mivel a szezon kezdetén csatlakozott a ligához az újonnan alakult San Diego.

## Részt vevő csapatok
| Csapat                 | Stadion                    | Befogadóképesség1 |
| ---------------------- | -------------------------- | ----------------- |
| Atlanta United         | Mercedes-Benz Stadion      | 42,500            |
| Austin                 | Q2 Stadion                 | 20,738            |
| Charlotte              | Bank of America Stadion    | 38,000            |
| Chicago Fire           | Soldier Field              | 24,955            |
| Cincinnati             | TQL Stadion                | 26,000            |
| Colorado Rapids        | Dick’s Sporting Goods Park | 18,061            |
| Columbus Crew          | Lower.com Field            | 20,011            |
| Dallas                 | Toyota Stadion             | 20,500            |
| DC United              | Audi Field                 | 20,000            |
| Houston Dynamo         | Shell Energy Stadion       | 22,039            |
| LA Galaxy              | Dignity Health Sports Park | 27,000            |
| Los Angeles            | BMO Stadion                | 22,000            |
| Minnesota United       | Allianz Field              | 19,400            |
| Inter Miami            | Chase Stadion              | 21,550            |
| Montréal               | Saputo Stadion             | 19,619            |
| Nashville              | Geodis Park                | 30,000            |
| New England Revolution | Gillette Stadion           | 20,000            |
| New York City          | Yankee Stadion             | 28,743            |
| New York City          | Citi Field                 | 41,992            |
| New York Red Bulls     | Sports Illustrated Stadion | 25,000            |
| Orlando City           | Inter&Co Stadion           | 25,500            |
| Philadelphia Union     | Subaru Park                | 18,500            |
| Portland Timbers       | Providence Park            | 25,218            |
| Real Salt Lake         | America First Field        | 20,213            |
| San Diego              | Snapdragon Stadion         | 35,000            |
| San Jose Earthquakes   | PayPal Park                | 18,000            |
| Seattle Sounders       | Lumen Field                | 37,722            |
| Sporting Kansas City   | Children’s Mercy Park      | 18,467            |
| St. Louis City         | Energizer Park             | 22,423            |
| Toronto                | BMO Field                  | 28,351            |
| Vancouver Whitecaps    | BC Place                   | 22,120            |

### Személyek és támogatók
| Csapat                 | Vezetőedző                  | Csapatkapitány    | Mezgyártó                                                    | Mezszopnzor             |                |             |            |                           |                  |
| ---------------------- | --------------------------- | ----------------- | ------------------------------------------------------------ | ----------------------- | -------------- | ----------- | ---------- | ------------------------- | ---------------- |
| Csapat                 | Vezetőedző                  | Csapatkapitány    | Mezgyártó                                                    | Mezszopnzor             | Atlanta United | Ronny Deila | Brad Guzan | American Family Insurance | Emory Healthcare |
| Austin                 | Nico Estévez                | Ilie Sánchez      | Yeti                                                         | Siete Foods             |                |             |            |                           |                  |
| Charlotte              | Dean Smith                  | Ashley Westwood   | Ally                                                         | Rugs.com                |                |             |            |                           |                  |
| Chicago Fire           | Gregg Berhalter             | Kellyn Acosta     | Carvana                                                      | Magellan Corporation    |                |             |            |                           |                  |
| Cincinnati             | Pat Noonan                  | Miles Robinson    | Mercy Health                                                 | Kroger                  |                |             |            |                           |                  |
| Colorado Rapids        | Chris Armas                 | Keegan Rosenberry | UCHealth                                                     | —                       |                |             |            |                           |                  |
| Columbus Crew          | Wilfried Nancy              | Darlington Nagbe  | Nationwide                                                   | DHL Supply Chain        |                |             |            |                           |                  |
| Dallas                 | Eric Quill                  | Luciano Acosta    | Children's Health (hazai pályán) UT Southwestern (idegenben) | —                       |                |             |            |                           |                  |
| DC United              | Troy Lesesne                | Christian Benteke | Guidehouse                                                   | The Fruitist            |                |             |            |                           |                  |
| Houston Dynamo         | Ben Olsen                   | Artur             | MD Anderson                                                  | —                       |                |             |            |                           |                  |
| Inter Miami            | Javier Mascherano           | Lionel Messi      | Royal Caribbean                                              | Fracht Group            |                |             |            |                           |                  |
| LA Galaxy              | Greg Vanney                 | Josida Maja       | Herbalife                                                    | RBC                     |                |             |            |                           |                  |
| Los Angeles            | Steve Cherundolo            | Aaron Long        | BMO Bank                                                     | Ford                    |                |             |            |                           |                  |
| Minnesota United       | Eric Ramsay                 | Michael Boxall    | Target                                                       | —                       |                |             |            |                           |                  |
| Montréal               | Marco Donadel (ideiglenes)  | Samuel Piette     | Bank of Montreal                                             | Telus                   |                |             |            |                           |                  |
| Nashville              | B. J. Callaghan             | Walker Zimmerman  | Renasant Bank                                                | Hyundai                 |                |             |            |                           |                  |
| New England Revolution | Caleb Porter                | Carles Gil        | Gillette                                                     | Santander               |                |             |            |                           |                  |
| New York City          | Pascal Jansen               | Thiago Martins    | Etihad Airways                                               | Capital Rx              |                |             |            |                           |                  |
| New York Red Bulls     | Sandro Schwarz              | Emil Forsberg     | Red Bull                                                     | OANDA                   |                |             |            |                           |                  |
| Orlando City           | Óscar Pareja                | Robin Jansson     | Orlando Health                                               | Exploria                |                |             |            |                           |                  |
| Philadelphia Union     | Bradley Carnell             | Alejandro Bedoya  | Bimbo Bakeries USA                                           | Independence Blue Cross |                |             |            |                           |                  |
| Portland Timbers       | Phil Neville                | Diego Chará       | Tillamook                                                    | TikTok                  |                |             |            |                           |                  |
| Real Salt Lake         | Pablo Mastroeni             | Emeka Eneli       | Select Health                                                | Intermountain Health    |                |             |            |                           |                  |
| San Diego              | Mikey Varas                 | Jeppe Tverskov    | DirecTV                                                      | —                       |                |             |            |                           |                  |
| San Jose Earthquakes   | Bruce Arena                 | Cristian Espinoza | El Camino Health                                             | —                       |                |             |            |                           |                  |
| Seattle Sounders       | Brian Schmetzer             | Stefan Frei       | Providence                                                   | Emerald Queen Casino    |                |             |            |                           |                  |
| Sporting Kansas City   | Kerry Zavagnin (ideiglenes) | Erik Thommy       | Compass Minerals                                             | —                       |                |             |            |                           |                  |
| St. Louis City         | Olof Mellberg               | Roman Bürki       | Purina                                                       | BJC HealthCare          |                |             |            |                           |                  |
| Toronto                | Robin Fraser                | Jonathan Osorio   | Bank of Montreal                                             | LG                      |                |             |            |                           |                  |
| Vancouver Whitecaps    | Jesper Sørensen             | Ryan Gauld        | Telus                                                        | —                       |                |             |            |                           |                  |

### Vezetőedző váltások
| Csapat               | Távozó edző                 | Ok                  | Dátum              | Poz.                                               | Érkező edző                 | Dátum              |
| -------------------- | --------------------------- | ------------------- | ------------------ | -------------------------------------------------- | --------------------------- | ------------------ |
| Austin               | Davy Arnaud (ideiglenes)    | lejárt a szerződése | 2024. október 25.  | Előszezon                                          | Nico Estévez                | 2024. október 25.  |
| Philadelphia Union   | Jim Curtin                  | közös megegyezés    | 2024. november 7.  | Előszezon                                          | Bradley Carnell             | 2025. január 2.    |
| San Jose Earthquakes | Ian Russell (ideiglenes)    | lejárt a szerződése | 2024. november 7.  | Előszezon                                          | Bruce Arena                 | 2024. november 7.  |
| Dallas               | Peter Luccin (ideiglenes)   | lejárt a szerződése | 2024. november 20. | Előszezon                                          | Eric Quill                  | 2024. november 20. |
| Inter Miami          | Gerardo Martino             | lemondott           | 2024. november 22. | Előszezon                                          | Javier Mascherano           | 2024. november 26. |
| Vancouver Whitecaps  | Vanni Sartini               | közös megegyezés    | 2024. november 25. | Előszezon                                          | Jesper Sørensen             | 2025. január 14.   |
| Atlanta United       | Rob Valentino (ideiglenes)  | lejárt a szerződése | 2024. november 26. | Előszezon                                          | Ronny Deila                 | 2024. december 20. |
| New York City        | Nick Cushing                | menesztették        | 2024. november 26. | Előszezon                                          | Pascal Jansen               | 2025. január 6.    |
| St. Louis City       | John Hackworth (ideiglenes) | lejárt a szerződése | 2024. november 26. | Előszezon                                          | Olof Mellberg               | 2024. november 26. |
| Toronto              | John Herdman                | lemondott           | 2024. november 29. | Előszezon                                          | Robin Fraser                | 2025. január 10.   |
| Montréal             | Laurent Courtois            | menesztették        | 2025. március 24.  | 15. a Keleti Konferenciában, 30. az összesítésben  | Marco Donadel (ideiglenes)  | 2025. március 24.  |
| Sporting Kansas City | Peter Vermes                | közös megegyezés    | 2025. március 31.  | 15. a Nyugati Konferenciában, 30. az összesítésben | Kerry Zavagnin (ideiglenes) | 2025. március 31.  |

## MLS All-Star mérkőzés
Az MLS All-Stars csapatába a liga legjobb játékosait választják ki és azok mérkőznek meg a mexikói liga legjobbjaival.

## MLS-kupa

### Első kör
Szabályok: Egy győzelem számít egy pontnak. Ha 90 perc elteltével nem dőlt el a mérkőzés, tizenegyespárbaj következik. Ha a két forduló alatt a két csapat 1–1 mérkőzést nyert meg, pótmérkőzésre kerül sor. A gólok számát nem veszik figyelembe.

## Statisztika

### Góllövőlista
| #  | Játékos             | Klub                 | Gólok |
| -- | ------------------- | -------------------- | ----- |
| 1  | Tai Baribo          | Philadelphia Union   | 7     |
| 1  | Hugo Cuypers        | Chicago Fire         | 7     |
| 3  | Cristian Arango     | San Jose Earthquakes | 6     |
| 3  | Evander             | Cincinnati           | 6     |
| 3  | Brian White         | Vancouver Whitecaps  | 6     |
| 3  | Alonso Martínez     | New York City        | 6     |
| 3  | Josef Martínez      | San Jose Earthquakes | 6     |
| 3  | Sam Surridge        | Nashville            | 6     |
| 3  | Kévin Denkey        | Cincinnati           | 6     |
| 10 | Christian Benteke   | DC United            | 5     |
| 10 | Dejan Joveljić      | Sporting Kansas City | 5     |
| 10 | Emmanuel Latte Lath | Atlanta United       | 5     |
| 10 | Rafael Navarro      | Colorado Rapids      | 5     |
| 10 | Tani Oluwaseyi      | Minnesota United     | 5     |
| 10 | Diego Rossi         | Columbus Crew        | 5     |
| 10 | Djordje Mihailovic  | Colorado Rapids      | 5     |
| 10 | Marco Pašalić       | Orlando City         | 5     |
| 10 | Diego Luna          | Real Salt Lake       | 5     |

### Mesterhármast elérő játékosok
| Játékos                    | Csapat               | Ellenfél     | Végeredmény | Dátum       |
| -------------------------- | -------------------- | ------------ | ----------- | ----------- |
| Tai Baribo                 | Philadelphia Union   | Cincinnati   | 4–1 (h)     | március 1.  |
| Josef Martínez             | San Jose Earthquakes | DC United    | 6–1 (h)     | április 6.  |
| Brian White (4 gólt lőtt)  | Vancouver Whitecaps  | Austin       | 5–1 (h)     | április 12. |
| Sam Surridge (4 gólt lőtt) | Nashville            | Chicago Fire | 7–2 (h)     | április 27. |

- h = hazai pályán; i = idegenben